# A song for You! You? You!!
《A song for You! You? You!!》是μ's的新單曲，2020年3月25日由Lantis發行。

## 简介
本单曲为μ's于2016年休止活动后，时隔四年发行的全新单曲。单曲标题和发售时间于2019年12月6日公布，同时披露新单曲将附带动画PV。歌曲的试听影片已于2020年1月19日上传至Lantis和“LoveLive! ”系列的官方YouTube频道。另外，2019年12月25日发行的“μ's Memorial CD-BOX「Complete BEST BOX」”套装中也预留了本单曲的收纳位置。

## 收錄曲目
括號中的中文翻譯僅供參考，並非官方翻譯。
全作詞：畑亞貴
- CD

1. A song for You! You? You!! [5:53]
  - 作曲・編曲：高田曉
2. （成爲了！） [4:40]
  - 作曲：山田高弘、編曲：中西亮輔
3. A song for You! You? You!! (Off Vocal)
4. (Off Vocal)

- BD、DVD

1. A song for You! You? You!!